# Résolution 1184 du Conseil de sécurité des Nations unies
Membres permanents
- Chine
- États-Unis
- France
- Royaume-Uni
- Russie

Membres non permanents
- Bahrain
- Brésil
- Costa Rica
- Gabon
- Gambie
- Japon
- Kenya
- Portugal
- Slovénie
- Suède

Résolution no 1183 Résolution no 1185
La résolution 1184 du Conseil de sécurité des Nations unies, adoptée à l'unanimité le 16 juillet 1998, après avoir rappelé les résolutions précédentes concernant les conflits en ex-Yougoslavie, en particulier les résolutions 1168 (1998) et 1174 (1998), a établi un programme de surveillance du système judiciaire en Bosnie-Herzégovine. 
Le Conseil de sécurité a approuvé la création d'un programme de surveillance des tribunaux par la Mission des Nations unies en Bosnie-Herzégovine (MINUBH) dans le cadre d'un programme global de réforme judiciaire proposé par le Bureau du haut représentant international en Bosnie-Herzégovine, les accords de Dayton et d'autres. Les autorités de Bosnie-Herzégovine ont été invitées à coopérer et à soutenir les responsables associés au programme. Le secrétaire général Kofi Annan a été prié de tenir le conseil informé des progrès du programme de surveillance dans le cadre de ses rapports sur la MINUBH.

## Voir également
- Guerre de Bosnie-Herzégovine
- Accords de Dayton
- Guerres de Yougoslavie